# Équipe d'Angleterre de rugby à XV au Tournoi des Cinq Nations 1928
L'équipe d'Angleterre a terminé première du Tournoi des cinq nations 1928 en réalisant un Grand Chelem, soit quatre victoires pour quatre matchs disputés. 
Vingt joueurs ont contribué à ce succès. 

## Première Ligne
- Robert Sparks (3 matchs, 3 comme titulaire)
- Kendrick Stark (4 matchs, 4 comme titulaire)
- Sam Tucker (4 matchs, 4 comme titulaire)

## Deuxième Ligne
- Ronald Cove-Smith (4 matchs, 4 comme titulaire)
- David Turquand-Young (1 match, 1 comme titulaire)

## Troisième Ligne
- Thomas Coulson (1 match, 1 comme titulaire)
- Jerry Hanley (4 matchs, 4 comme titulaire, 1 essai)
- Thomas Lawson (1 match, 1 comme titulaire)
- Doug Prentice (3 matchs, 3 comme titulaire)
- Edward Stanbury (4 matchs, 4 comme titulaire)
- Joe Periton (3 matchs, 3 comme titulaire, 2 essais)

## Demi de mêlée
- Arthur Young (4 matchs, 4 comme titulaire)

## Demi d'ouverture
- Colin Laird (4 matchs, 4 comme titulaire, 2 essais)

## Trois-quarts centre
- Carl Aarvold (4 matchs, 4 comme titulaire)
- James Richardson (4 matchs, 4 comme titulaire, 1 essai, 5 transformations)

## Trois-quarts aile
- Thomas Devitt (1 match, 1 comme titulaire)
- William Kirwan-Taylor (4 matchs, 4 comme titulaire, 1 essai)
- Godfrey Palmer (3 matchs, 3 comme titulaire, 2 essais)

## Arrière
- David Turquand-Young (1 match, 1 comme titulaire)
- Thomas Brown (3 matchs, 3 comme titulaire)

## Résultats des matchs
| Le 21 janvier à Swansea | Pays de Galles | 8 - 10 | Angleterre |
| Le 11 février à Dublin  | Irlande        | 6 - 7  | Angleterre |
| Le 25 février à Londres | Angleterre     | 18 - 8 | France     |
| Le 17 mars à Londres    | Angleterre     | 6 - 0  | Écosse     |

|            | MJ | V | N | D | PP | PC | Pts |
| ---------- | -- | - | - | - | -- | -- | --- |
| Angleterre | 4  | 4 | 0 | 0 | 41 | 22 | 8   |

## Meilleur réalisateur
- James Richardson (17 points, 1 essai, 5 transformations)

## Meilleur marqueur d'essais
- Colin Laird, Godfrey Palmer, Joe Periton, 2 essais
- Jerry Hanley, William Kirwan-Taylor, James Richardson, 1 essai